# علی‌آباد (قطرویه)
علی‌آباد  یک روستا در ایران است که در دهستان ریزآب شهرستان نی‌ریز واقع شده‌است.
 علی‌آباد  ۲۹۰ نفر جمعیت دارد.